# Beautiful Ones (Suede)
Beautiful Ones è una canzone della band inglese Suede, pubblicata il 14 ottobre 1996 come secondo singolo estratto dall'album Coming Up.
Entrò nelle prime dieci posizioni della classifica britannica dei singoli, dove raggiunse l'ottavo posto. È uno dei brani più celebri dei Suede, reso riconoscibile dal riff di chitarra di Richard Oakes. Nel 2014 è stato inserito nella lista delle 50 migliori canzoni del Britpop dal mensile statunitense Paste. 

## Videoclip
Il videoclip del brano è in bianco e nero. Il regista è Pedro Romhanyi, che ha diretto anche il video di Animal Nitrate, altro singolo della band inglese risalente al 1993. 

## Tracce
Testi di Brett Anderson e Richard Oakes dove non è altrimenti specificato.
CD1
1. "Beautiful Ones"
2. "Young Men"
3. "Sound of the Streets" (Anderson)

CD2
1. "Beautiful Ones"
2. "Money"
3. "Sam" (Anderson)

7"
1. "Beautiful Ones"
2. "Sound of the Streets" (Anderson)